# Hockey op de Gemenebestspelen 2006
Hockey is een van de sporten die beoefend werden op de Gemenebestspelen 2006 in het State Netball and Hockey Centre in Melbourne, Australië. Het hockeytoernooi vond plaats van 16 tot en met 26 maart.

## Medaillewinnaars
| Discipline | Goud      | Zilver   | Brons    |
| ---------- | --------- | -------- | -------- |
| Mannen     | Australië | Pakistan | Maleisië |
| Vrouwen    | Australië | India    | Engeland |

Kuala Lumpur 1998 (mannen, vrouwen) · 
Manchester 2002 (mannen, vrouwen) · 
Melbourne 2006 (mannen, vrouwen) · 
Delhi 2010 (mannen, vrouwen) · 
Glasgow 2014 (mannen, vrouwen)
Atletiek · Badminton · Basketbal · Boksen · Bowls · Gewichtheffen · Hockey · Mountainbike · Netball · Ritmische gymnastiek · Rugby Sevens · Schietsport · Schoonspringen · Squash · Synchroonzwemmen · Tafeltennis · Triatlon · Turnen · Wielersport (baan · weg) · Zwemmen